# Warburgska priset
Warburgska priset, även kallat Karl och Betty Warburgs pris i litteraturhistoria, är ett svenskt litterärt pris som utdelas av Kungliga Vitterhetsakademien vart tredje år. Priset utdelas vid Vitterhetsakademiens högtidssammankomst den 20 mars. Prissumman uppgick år 2019 till 50 000 svenska kronor.

## Historia
Priset instiftades 1924 genom en donation om 10 000 kronor som professorskan Betty Warburg, änka efter litteraturhistorikern Karl Warburg, testamenterade till Vitterhetsakademien. Priset skall belöna ”det bästa arbete, som under de tre föregående åren i Sverige utkommit i litteraturhistoria”. Mottagaren av priset får inte vara eller ha varit professor i litteraturhistoria.

## Pristagare
- 1927 – Johan Nordström
- 1930 – Henry Olsson
- 1933 – Sten Ingvar Linder
- 1936 – inget pris utdelat
- 1939 – Gunnar Axberger
- 1942 – Gunnar Tideström
- 1945 – Carl Santesson
- 1948 – Axel Friberg (postumt)
- 1951 – Torsten Eklund
- 1954 – Staffan Björck
- 1957 – Lennart Breitholtz
- 1960 – Karl-Ivar Hildeman
- 1963 – Inge Jonsson
- 1966 – Bernt Olsson
- 1969 – Thure Stenström
- 1972 – Kjell Espmark
- 1975 – Olof Byström
- 1978 – Ingemar Algulin
- 1981 – Bengt Landgren
- 1984 – Erik Hjalmar Linder
- 1987 – Lars Gustafsson
- 1990 – Gunnar von Proschwitz
- 1993 – Saga Oscarson
- 1996 – Kerstin Dahlbäck
- 1999 – Göran Stenberg
- 2002 – Anna Cullhed
- 2005 – ?
- 2009 – Henrik Wallheim
- 2010 – Pär Alexandersson
- 2016 – Christina Svensson[3]
- 2019 – Eric Pudney[4]

### Fotnoter
1. 1 2  ”Övriga priser”, Kungl. Vitterhetsakademien. Läst 20 augusti 2023.
2. ↑  Svenskt-ryskt anikvitetsutbyte Svenska Dagbladet 27 januari 1925
3. ↑  Medaljer och priser 2016 Arkiverad 14 april 2018 hämtat från the Wayback Machine. Vitterhetsakademien
4. ↑  ”Kungliga Vitterhetsakademien - Priser och belöningar - Priser och belöningar 2011”. www.vitterhetsakademien.se. http://www.vitterhetsakademien.se/priser/priser_arsvis. Läst 6 november 2019.